# Brogiotto Nero
 'Brogiotto Nero' es un cultivar de higuera de tipo higo común Ficus carica unífera es decir de una sola cosecha por temporada los higos en verano-otoño, de higos color de fondo púrpura oscuro con sobre color zona reducida de púrpura verdoso en el cuello junto al pedúnculo. Se cultiva principalmente en huertos y jardines de la zona de Florencia.

## Historia
Antigua variedad italiana de orígenes remotos. Llamado 'Fico Affricano' en la antigüedad, Plinio y Catón consideraron a este higo como uno de los mejores, así como a Varro y Columella (Fici Africanae). Según Sauvaigo, este higo, muy estimado en Niza, proviene de África.
Variedad cultivada desde antiguo especialmente en la zona de Florencia donde esta variedad encuentra su hábitat óptimo puede dar lo mejor de sí mismo.

## Características
'Brogiotto Nero' es una higuera del tipo higo común unífera es decir de una sola cosecha por temporada, la higuera es un árbol de porte majestuoso, de hecho, tal vez el más grande entre los higos, muy productivo y constante en la madurez de los frutos. Las hojas son tri y pentalobuladas a veces en conjunto.
En 'Brogiotto Nero' el tamaño de la fruta es de mediana a grande, en forma de pera, comprimido hasta la coronilla degradado hacia el pedúnculo. Cáscara delgada, de color de fondo púrpura oscuro con sobre color zona reducida de púrpura verdoso en el cuello junto al pedúnculo. La carne (mesocarpio) de color blanco y grosor irregular siendo más grueso en la zona del collar, pulpa de color rojo, con cavidad interna pequeña con numerosos aquenios de tipo medio. Maduran desde mediados de agosto a primeros de octubre. Es una variedad autofértil que no necesita otras higueras para ser polinizada.

## Cultivo y uso
Esta variedad es resistente a las lluvias. Adecuado para el clima del norte de Italia. Adecuado para consumo fresco y secado.